# Ibitiara
Ibitiara is een gemeente in de Braziliaanse deelstaat Bahia. De gemeente telt 16.665 inwoners (schatting 2009).